# Taipei Cinese ai XX Giochi olimpici invernali
Taipei Cinese ha partecipato ai XX Giochi olimpici invernali di Torino, che si sono svolti dal 10 al 26 febbraio 2006, con una delegazione formata da un solo atleta.

## Slittino
| Gara             | Atleta       | Manche 1 | Manche 2 | Manche 3 | Manche 4 | Totale   | Posizione |
| ---------------- | ------------ | -------- | -------- | -------- | -------- | -------- | --------- |
| Singolo maschile | Ma Chih-Hung | 53"939   | 53"605   | 53"977   | 53"610   | 3'35"141 | 28        |